# 皮氏閃光美洲鱥
皮氏閃光美洲鱥（學名：Luxilus pilsbryi）為輻鰭魚綱鯉形目雅羅魚科的其中一種，分布於美國密蘇里州及阿肯色州北部的白河及小紅河流域，體長可達13公分，棲息在水質清澈、岩石底質、流動快速的溪流，屬雜食性，以昆蟲、藻類等為食，會築巢產卵。